# Willi Worpitzky

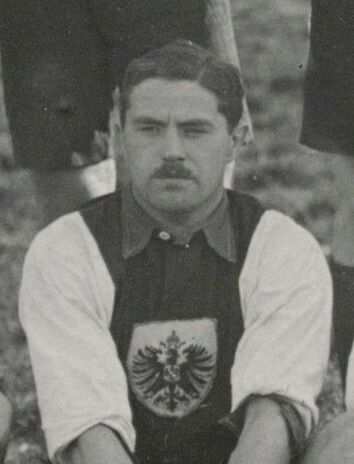
Willi Worpitzky (1910)

Friedrich Wilhelm „Willi“ Worpitzky (* 25. August 1886 in Bielenberg; † 30. Oktober 1953 in Berlin) war ein deutscher Fußballspieler von Viktoria 89 Berlin, der in den Jahren 1908 und 1911 zweimal die deutsche Fußballmeisterschaft errang.

## Karriere

### Verein, 1904–1921
Der in Moabit aufgewachsene Willi Worpitzky erlernte in der Jugend von Minerva 93 Berlin das Spiel mit dem Fußball. In seiner ersten Station im Seniorenfußball beim Berliner Ballspiel-Club hütete er noch das Tor. Erst nach seinem Wechsel im Jahre 1907 zu den „Mariendorfer Löwen“ von Viktoria 89 Berlin, vertauschte er die Position des Torhüters mit der des Mittelstürmers und avancierte auf Anhieb zu einem erfolgreichen Torschützen, wurde aber auch in späteren Jahren gelegentlich wieder als Torwart eingesetzt. Bereits am 7. Juni 1908 verhalf er seiner Viktoria mit zwei Treffern zum 3:1-Endspielerfolg gegen die Stuttgarter Kickers im Finale um die deutsche Fußballmeisterschaft 1908. Als Titelverteidiger zogen die Mariendorfer auch 1909 in das Endspiel ein. Trotz der 1:0-Führung durch Worpitzky in der 16. Minute gewann aber Phönix Karlsruhe das Finale mit 4:2 Toren. Der Mittelstürmer der Viktoria hatte sich nach seinem Tor verletzt und konnte nur noch humpelnd weiterspielen. Der Gewinn des zweiten deutschen Meistertitels gelang am 4. Juni 1911 in Dresden vor der Rekordkulisse von 12.000 Zuschauern mit 3:1 Toren gegen den VfB Leipzig. Wiederum steuerte der Mittelstürmer zwei Treffer zum Titelgewinn bei. Jeweils im Halbfinale war in den Jahren 1912 und 1913 für Viktoria 89 mit Willi Worpitzky Schluss. In zwölf Endrundenspielen hatte er 22 Treffer erzielt und zusätzlich 41 Auswahlspiele für Berlin bestritten.
Während des Ersten Weltkrieges wechselte Worpitzky zum Halleschen FC 1896. Mit Halle stand er im Endspiel um die mitteldeutsche Fußballmeisterschaft 1917/18, das Spiel ging jedoch mit 0:2 gegen den VfB Leipzig verloren. Später wechselte er zum Lokalrivalen FC Wacker Halle.
Nach dem Ersten Weltkrieg beendete er 1921 beim VfB Pankow seine Fußballkarriere. Als „kampflustig und robust“ wurden die Fußballer des Berliner TuFC Viktoria 89 gemeinhin beschrieben. Willi Worpitzky verkörperte als außerordentlich durchschlagskräftiger Mittelstürmer diese Merkmale und stellte über Jahre einen Eckpfeiler der Erfolge von Viktoria 89 dar.

### Nationalmannschaft, 1909–1912
Am 4. April 1909 in Budapest debütierte er mit zwei Toren am Doppelspieltag der Nationalmannschaft im DFB-Team beim 3:3-Unentschieden gegen Ungarn. Die Südauswahl bescherte dem DFB in Karlsruhe mit dem 1:0 gegen die Schweiz den ersten Länderspielerfolg. Am 29. Juni 1912 in Stockholm eröffnete er im Vorrundenspiel des Olympiaturniers gegen Österreich auf seinem angestammten Platz als Mittelstürmer und übernahm nach dem verletzungsbedingten Ausscheiden des Torhüters Albert Weber dessen Platz im Tor. Mit seinem neunten Einsatz in der Nationalmannschaft am 6. Oktober 1912 in Kopenhagen bei der 1:3-Niederlage gegen Dänemark beendete er seine internationale Karriere. Er hatte in den neun Länderspielen fünf Tore erzielt.

### Ausklang
In den späteren Jahren war der den Beruf des Technikers ausübende Worpitzky noch Trainer beim Brandenburger SC 05, Oranienburg und dem Charlottenburger SC.